# Gerhard Wiegleb (Biologe)
Gerhard Wiegleb (* 14. Januar 1948 in Celle) ist  ein deutscher Botaniker und Ökologe. Er bekleidete von 1993 bis 2016 den Lehrstuhl für Allgemeine Ökologie an der BTU Cottbus bzw. der BTU Cottbus-Senftenberg.

## Leben
Gerhard Wiegleb studierte nach dem Abitur 1966 von 1966 bis 1973 an der TU Hannover und der Universität Göttingen Biologie und Chemie. Er schloss sein Studium mit einer Diplomarbeit im Fach Biologie zu einem vegetationskundlichen Thema in der Vegetationsperiode 1972 bei Freitag 1973 ab. 1976 wurde er mit einer von Freitag und Heinz Ellenberg betreuten Arbeit zum Thema „Untersuchungen über den Zusammenhang zwischen hydrochemischen Umweltfaktoren und Makrophytenvegetation in stehenden Gewässern in Südniedersachsen“ zum Dr. rer. nat. an der Universität Göttingen promoviert.
Anschließend war er als wissenschaftlicher Mitarbeiter an den Universitäten Göttingen und Oldenburg tätig; nach seiner Habilitation 1983 war er von 1985 bis 1991 als Professor für Botanik mit dem Schwerpunkt Ökologie an der Universität Oldenburg tätig. Von 1991 bis 1992 vertrat er die Professur für spezielle Botanik an der Ruhr-Universität Bochum. Nach einem Lehrauftrag 1992/93 an der Universität Oldenburg erhielt er einen Lehrauftrag an der BTU Cottbus und wurde dort 1993 zum Professor für Allgemeine Ökologie  berufen. Dort widmete er sich schnell Forschungen zur Ökologie von Bergbaufolgelandschaften. Dabei spielten nicht nur biologisch-ökologische Themen im engeren Sinne eine Rolle, sondern auch Fragen der Leitbildentwicklung, der Landschaftsplanung und Raumordnung, der Umweltethik sowie des Umweltrechts. Einen Ruf auf die Professur für Geobotanik im April 1996 lehnte er im Mai 1997 ab.  Gerhard Wiegleb verließ die Universität in Cottbus am Ende des Sommersemesters 2016.
Neben seinen umfangreichen universitären Lehr- und Forschungstätigkeiten war er in leitenden Positionen eines Planungsbüros tätig. Längere Forschungsaufenthalte im Ausland absolvierte er 1980 in den Niederlanden (Katholische Universität Nimwegen), 1985/ 86 bzw. 2004 in Japan (Universitäten Kobe bzw. Saitama). Weitere Lehr- und Forschungsaktivitäten führten ihn unter anderem 2001 nach Venezuela (Universität Caracas), 2003 nach Brasilien (Universität Belo Horizonte), 2009 nach Indien (Tirupati), 2011 nach Vietnam (VGU Ho-Chi-Minh-Stadt) und 2012 nach Korea (Sangmyung University in Seoul und Universität Incheon).

## Leistungen
Gerhard Wiegleb hat seit 1976 zahlreiche wissenschaftliche Arbeiten zu den Bereichen Botanik (mit den Schwerpunkten Vegetation von Fließgewässern sowie Biologie, Systematik und Ökologie von Laichkräutern und Wasserhahnenfüßen), Geschichte und Theorie der Ökologie und Naturschutz in Theorie und Praxis veröffentlicht.
Schon vor seiner Wahl zum Dekan der Fakultät für Umweltwissenschaften und Verfahrenstechnik, das er  von 2006 bis 2011 ausübte, war er maßgeblich an der Entwicklung und Akkreditierung der englischsprachigen Studiengänge „Environmental and Resource Management“ (Bachelor und Master) beteiligt.
Auf Gerhard Wieglebs Aktivitäten geht auch die Gründung des Arbeitskreises Renaturierungsökologie (heute: Renaturierungsökologie & Naturschutz) der Gesellschaft für Ökologie zurück.

## Ehrungen
- 2010 Preis des DAAD für den Bachelor-Studiengang „Environmental and Resource Management“ der BTU Cottbus[12]

## Werke (Auswahl)
- Gerhard Wiegleb, Friederike Schulz und Udo Bröring (Hrsg.): Naturschutzfachliche Bewertung im Rahmen der Leitbildmethode (UmweltWissenschaften. Schriftenreihe der Fakultät für Umweltwissenschaften und Verfahrenstechnik der BTU Cottbus), Physica-Verlag, Heidelberg 1999, ISBN 978-3-7908-1174-2.
- Gerhard Wiegleb, Udo Bröring, Jadranka Mrzljak und Friederike Schulz (Hrsg.): Naturschutz in Bergbaufolgelandschaften. Landschaftsanalyse und Leitbildentwicklung (UmweltWissenschaften. Schriftenreihe der Fakultät für Umweltwissenschaften und Verfahrenstechnik der BTU Cottbus), Physica-Verlag, Heidelberg 2000, ISBN 978-3-7908-1279-4
- Kenneth Anders, Jadranka Mrzljak, Dieter Wallschläger und Gerhard Wiegleb (Hrsg.): Handbuch Offenlandmanagement am Beispiel ehemaliger und in Nutzung befindlicher Truppenübungsplätze. Springer, 2004, ISBN 978-3-540-22449-5.
- Gerhard Wiegleb: Value and Measurability of Biodiversity. Books on Demand, 2006, ISBN 978-3-8334-5261-1.
- Udo Bröring und Gerhard Wiegleb (Hrsg.): Biodiversität und Sukzession in der Niederlausitzer Bergbaufolgelandschaft. Books on Demand, 2006, ISBN 978-3-8334-5260-4.
- Jens Wöllecke, Kenneth Anders, Walter Durka, Michael Elmer, Manfred Wanner und Gerhard Wiegleb (Hrsg.): Landschaft im Wandel: Natürliche und anthropogene Besiedlung der Niederlausitzer Bergbaufolgelandschaft. Shaker-Verlag, 2007, ISBN 978-3-8322-6336-2.
- Gerhard Wiegleb und Andreas Briese (Hrsg.): Ethik in den Lebenswissenschaften. Monsenstein und Vannerdat, 2008, ISBN 978-3-86582-727-2.
- Lothar Knopp und Gerhard Wiegleb (Hrsg.): Der Biodiversitätsschaden des Umweltschadensgesetzes: Methodische Grundlagen zur Erfassung und Bewertung. Band 11 (Schriftenreihe Natur und Recht). Springer, 2009, ISBN 978-3-540-92197-4, doi:10.1007/978-3-540-92193-6
- Gerhard Wiegleb und Hans-Georg Wagner: Die Feststellung der Erheblichkeit von Biodiversitätsschäden nach dem UschadG. Grundlagendaten für die FFH-Lebensraumtypen. Lexxion, Berlin 2011, ISBN 978-3-86965-174-3
- Stefan Zerbe und Gerhard Wiegleb (Hrsg.): Renaturierung von Ökosystemen in Mitteleuropa. Springer Spektrum, 2016, ISBN 978-3-662-48516-3.
- Jens Christian Schou, Bjarne Moeslund, Klaus van de Weyer, Richard V. Lansdown, Gerhard Wiegleb, Peter Holm, Lars Baastrup-Spohr, Kai Sand-Jensen, K.: Aquatic Plants of Northern and Central Europe including Britain and Ireland. Princeton University Press, 746 pp., 2023, ISBN 9780691251011